# Die Geißelung Christi (Piero della Francesca)
Die Geißelung Christi ist ein Öl-Tempera-Gemälde Piero della Francescas. Das 59 cm × 81 cm messende Tafelbild ist ein frühes Beispiel konsequent angewandter Zentralperspektive und gehört zur Sammlung der Galleria Nazionale della Marche in Urbino. Der genaue Entstehungszeitpunkt und die Bedeutung des Bildes sind umstritten.

## Geschichte
Das Bild wird zum ersten Mal 1744 in einem Inventar der alten Sakristei des Urbiner Doms erwähnt, wo es als „Geißelung Unseres Herrn an einer Säule von Pietro Dall’Borgo, während die Herzöge Oddo Antonio, Federico und Guid’Ubaldo beiseite stehen“ von dem Erzpriester Ubaldo Tosi aufgelistet wird.
Johann David Passavant, ein deutscher Kunsthistoriker, sah das Bild im Jahre 1839 und fand wahrscheinlich auf dem Rahmen des Bildes die Inschrift CONVENERUNT IN UNUM vor. Nach Angaben von Crowe und Cavalcaselle waren Inschrift und Rahmen 1864 verschwunden.
1916 wurde das Bild aus der Sakristei des Domes in den Palazzo Ducale gebracht, wo es bis heute aufbewahrt wird.
Im 19. Jahrhundert wurde das Bild restauriert, wobei drei große Risse auf der Oberfläche entstanden, die bei einer weiteren Restaurierung Anfang der 1950er-Jahre durch das Istituto Centrale del Restauro in Rom beseitigt wurden. Eine weitere Restaurierung erfolgte 1968 durch dasselbe Institut.
Aufsehen erregte Anfang Februar 1975 der Diebstahl des Gemäldes aus dem Palazzo Ducale. Das Gemälde sollte versteigert werden, wurde jedoch am 23. März in einem Hotel im Locarno wiedergefunden.

## Beschreibung

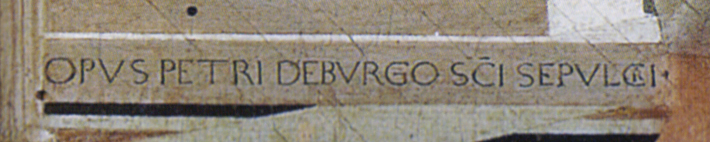
Signatur am Thronsockel

Thema des Bildes ist die Geißelung Christi vor den Augen des römischen Statthalters Pontius Pilatus. Der Statthalter, gekleidet in die Amtstracht eines byzantinischen Würdenträgers, schaut von seinem Thron aus der Geißelung zu, die von zwei Folterknechten in Anwesenheit eines orientalisch gekleideten Mannes mit Turban vollzogen wird. Das Ereignis findet im Hintergrund des Bildes in einer Säulenhalle statt, aus der eine Treppe in ein oberes Geschoss führt. Auf der rechten Bildhälfte stehen im Vordergrund drei Männer wie in einem Gespräch zusammen, deren Blicke jedoch aneinander vorbeigehen. Ein barfüßiger, in eine rote Tunika gekleideter blonder Jüngling schaut mit melancholischem Blick am Betrachter vorbei in die Ferne. Der in orientalische Gewänder gekleidete Mann mittleren Alters an seiner rechten Seite hat die linke Hand in einem Redegestus erhoben, auch sein Blick geht an seinem Gegenüber vorbei. Dieser Dritte in der Gruppe, der vollständig im Profil dargestellt ist, trägt einen kostbaren Mantel aus blauem Goldbrokat, eine schmale hellrote Schärpe liegt kaum sichtbar über seiner rechten Schulter. Die drei stehen zusammen in einem Hof, der von der offenen Gerichtsloggia, einer Renaissancearchitektur aus Palast und Turm und hinter ihnen durch eine Mauer zum Garten umschlossen wird. Hinter der Mauer ragen Bäume in einen pastellblauen Himmel.
Das Bild ist vollkommen nach den Gesetzen der in der Renaissance entdeckten Zentralperspektive durchkonstruiert, während Lichteffekte und detaillierte Oberflächenbehandlung den Einfluss flämischer Malerei erkennen lassen.
Das Bild ist auf dem Thronsockel mit der Inschrift OPUS PETRI DE BORGO SANCTI SEPULCRI (= Werk des Petrus aus Borgo San Sepolcro) in römischen Versalien signiert.

## Deutungen

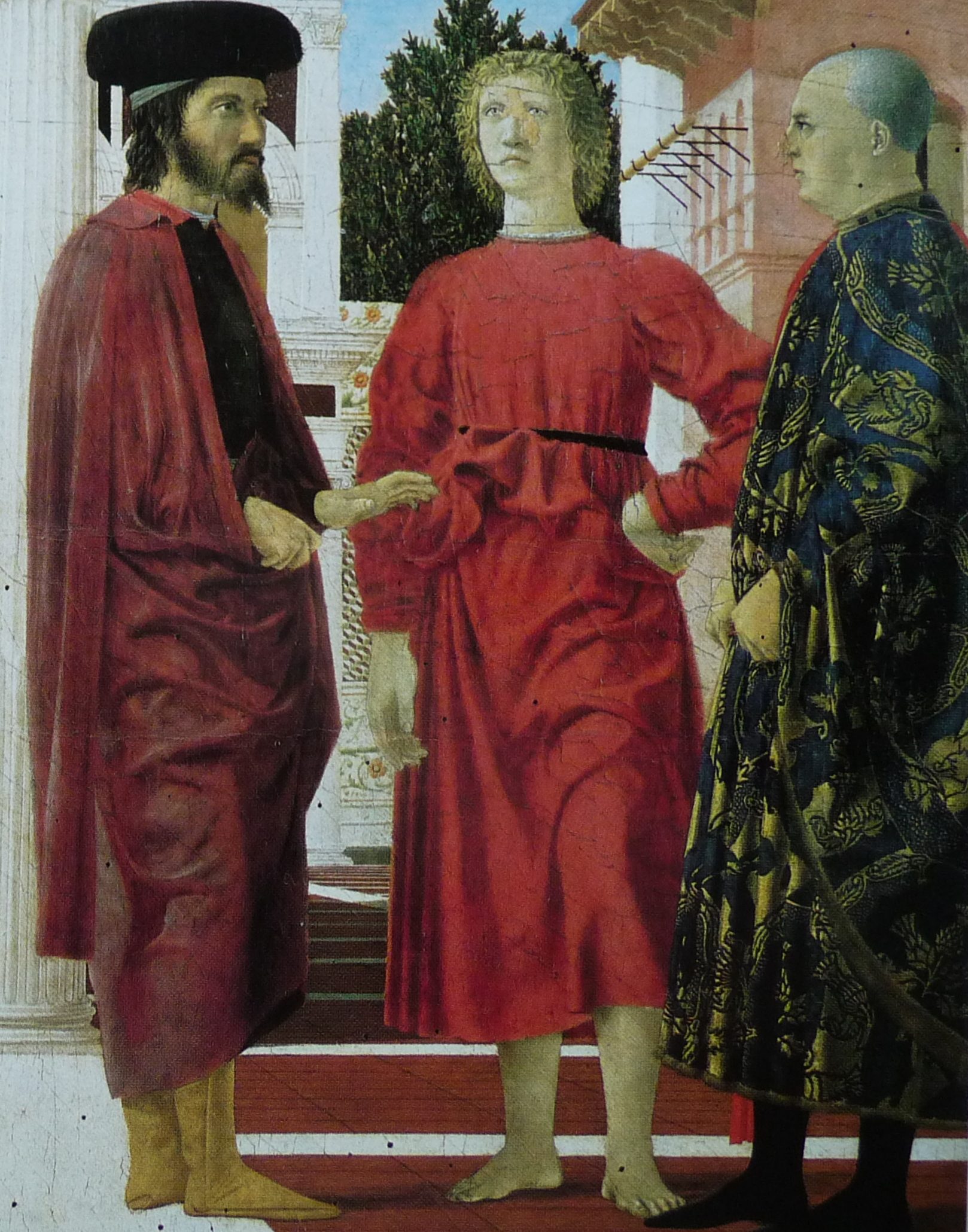
Die drei rätselhaften Personen

„Die Geißelung Christi“ gehört in die stattliche Reihe rätselhafter Bilder der italienischen Renaissance, die sich bis heute einer umfassenden und schlüssigen Deutung entzogen haben. Es ist auf unterschiedlichste Weise interpretiert worden und hat bisher keine gültige und in allen Aspekten befriedigende Deutung erfahren. Die Rätselhaftigkeit des Bildes dürfte eine Ursache der ungebrochenen Faszination sein, die es immer wieder neu auf Historiker und Kunsthistoriker ausübt und die zu weit auseinanderliegenden Theorien über den Bildinhalt, über Funktion und Auftraggeber und über vermutete dynastische, politische oder kirchenhistorische Hintergründe geführt hat. Die amerikanische Kunsthistorikerin Marilyn Lavin listet in ihrer 2002 erschienenen Monographie allein 35 unterschiedliche Deutungsvorschläge auf, die zudem größtenteils einander ausschließen. Über das Bild existieren, außer dem Namen des Autors auf dem Bild selbst, so gut wie keine Quellen und Belege, trotzdem gibt es nur wenige Kunstwerke des Abendlandes, über die mehr geforscht, diskutiert und publiziert worden ist.
Der Schlüssel zur Bedeutung des Bildes liegt in ihm selbst, nämlich in der Beziehung der drei Männer im Vordergrund und der Geißelungsszene im Hintergrund.
Seit dem 18. Jahrhundert ist die in einer Inventarliste von 1744 überlieferte Bezeichnung der Männer als Oddantonio da Montefeltro, Herzog von Urbino, bei einer Verschwörung im Jahre 1444 getötet, im Bild flankiert von seinem Halbbruder und Nachfolger als Herzog, Federico, und dessen Sohn Guidobaldo, verbreitet. Diese wegen der Absurdität bezüglich des Alters der beiden Begleiter und der nicht vorhandenen Porträtähnlichkeit der Personen – Guidobaldo wurde 1472, lange nach der Entstehung des Bildes, geboren, von Federico existieren genaue Porträts aus der Hand Pieros – nicht haltbare These wurde aufgegeben: die beiden Begleiter des barfüßigen Jünglings mutierten zu den „schlechten Ratgebern“ Manfredo dei Piedi und Tommaso dell'Agnello, die bei der Verschwörung ebenfalls getötet wurden oder auch zu drei Personen, die über die Passion Christi meditieren, angesichts der Bedrohung der Christenheit durch die Türken, die durch die Eroberung Konstantinopels im Jahre 1453 ausgelöst worden war.
Gombrich deutet den Bärtigen als den Verräter Judas, der gerade dabei ist, von zwei Mitgliedern des Hohen Rates den „Judaslohn“ von 30 Silberlingen entgegenzunehmen, von denen auf dem Bild allerdings nichts zu sehen ist. Jean-Louis Ferrier hält eine Allegorie auf den Fall Konstantinopels für wahrscheinlich – die linke Figur sei ein abendländischer Fürst, der, wie Pontius Pilatus, untätig blieb und die rechte Figur ein Grieche. Dem Jüngling in der Mitte käme die Rolle eines „Athleten der Tugend“ zu, in Analogie zu dem, im Renaissancesinn, „athletischen Christus“ an der Säule. Er soll den Fürsten zum Kampf gegen die Ungläubigen auffordern. Der britische Kunsthistoriker Pope-Hennessy vertritt hingegen eine völlig andere Ansicht: Die Gestalt an der Säule sei der heilige Hieronymus und die Geißelungsszene beziehe sich auf einen Traum des Heiligen, in dem dieser wegen heidnischer Lektüre gezüchtigt wurde. Die Gruppe im Vordergrund diskutiere also über das Problem paganer Schriftsteller. Aldous Huxley und andere Betrachter vertreten hingegen die These, das Bild sei inhaltlich gar nicht ausdeutbar, sondern habe lediglich als Schaustück für Pieros Meisterschaft in perspektivisch-mathematischer Bildkonstruktion gedient.
Der italienische Historiker Carlo Ginzburg argumentiert, das Gemälde sei im Kontext des Konzils von Ferrara/Florenz zu verorten. Piero gliedere es in eine primär allegorische und eine primär realistische Hälfte. Die Kopfbedeckung der Figur auf dem
Thron ganz links im Bild lasse auf einen byzantinischen Kaiser schließen, in diesem Fall also auf Johannes VIII. Palaiologos. Die Rückenfigur mit Turban stehe sinnbildlich für das osmanische Reich, welches das christliche Konstantinopel, Hauptstadt des oströmischen Reiches, bedroht (verkörpert im gegeißelten Christus). In der rechten Figurengruppe lässt sich Ginzburg zufolge Giovanni Bacci, Vertreter der Medici-Bankiers, die das Konzil finanzierten, identifizieren. Es handele sich um den Mann am rechten Bildrand im prächtig ornamentierten blauen Gewand. Sein Gegenüber, die Figur mit Kopfbedeckung im roten Gewand, stelle vermutlich den oströmischen Kardinal Bessarion dar, der als byzantinischer Vertreter am Konzil teilnahm.
Anknüpfend an Ginzburg deuten Lisa Jardine und Jerry Brotton den symbolischen Gehalt des Gemäldes als „equipoised between East and West, legible to both Eastern and Western Churches“.